# Paul Verhoeven
Paul Verhoeven (IPA: [ˈpʌu̯l vərˈɦuvə(n)]) (Amsterdam, 18 luglio 1938) è un regista, produttore cinematografico e sceneggiatore olandese.
Considerato probabilmente il più noto cineasta dei Paesi Bassi e uno dei pochi a essere riuscito a emergere nel mercato statunitense, è riuscito a imporsi a Hollywood con film di successo come RoboCop, Atto di forza, Basic Instinct, Starship Troopers, L'uomo senza ombra ed Elle; nella sua filmografia ricorre il tema costante della commistione tra sessualità e violenza.
Candidato alla Palma d'oro per il miglior film rispettivamente nel 1992 e nel 2016, ha vinto nel 2006 il premio come miglior film internazionale per Black Book alla 63ª Mostra internazionale d'arte cinematografica di Venezia. Nel 2017 ha vinto il Golden Globe per il miglior film straniero per Elle.

## Biografia

### Gioventù e inizi

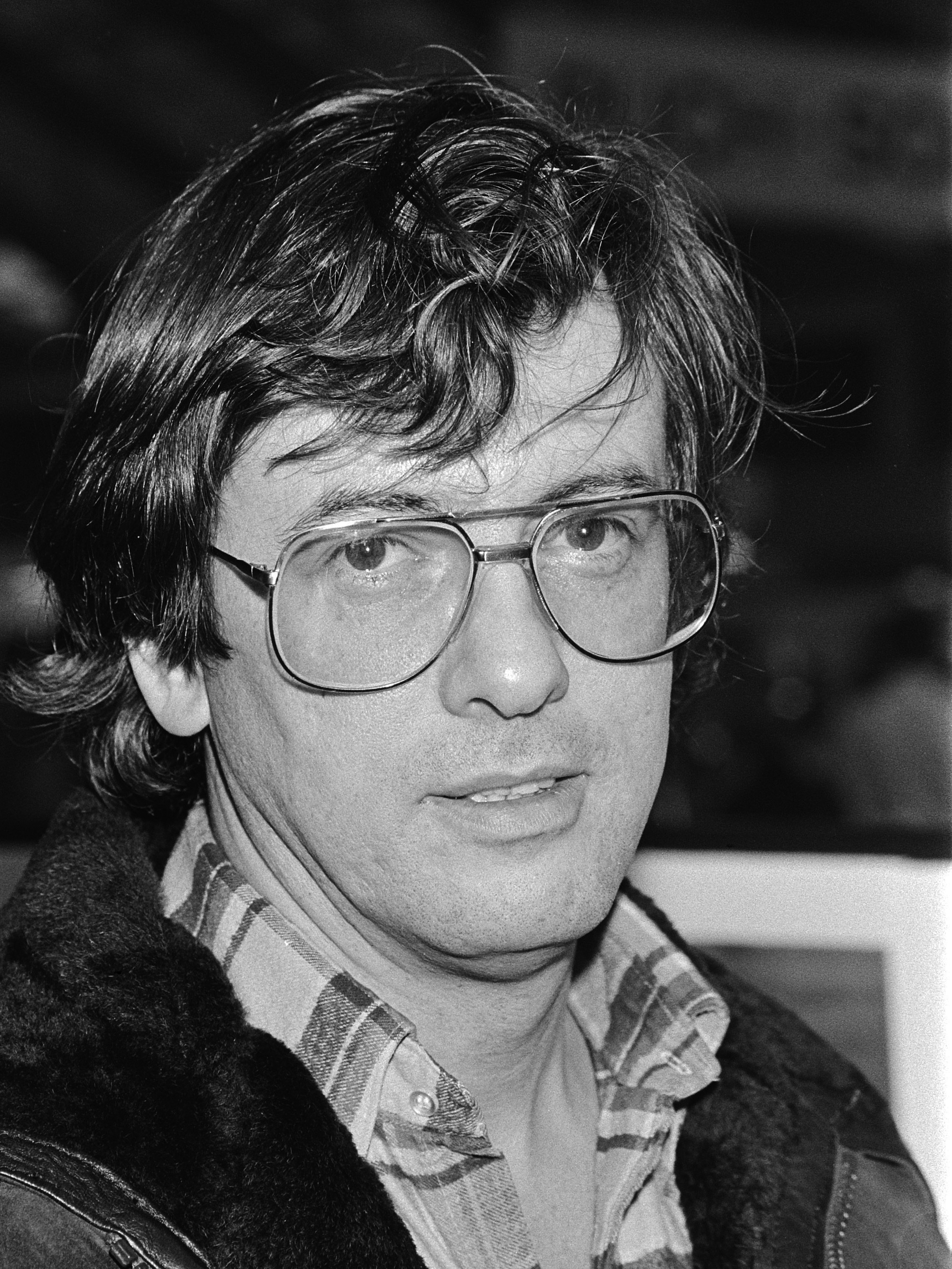
Paul Verhoeven nel 1980.

Verhoeven nasce ad Amsterdam il 18 luglio del 1938, figlio di Wim Verhoeven, un insegnante, e di Nel van Schaardenburg, una cappellaia, originari entrambi di Dordrecht (nell'Olanda Meridionale). Nel 1943 la famiglia si trasferisce a L'Aia, base delle forze naziste nei Paesi Bassi occupati durante la seconda guerra mondiale, dove prendono casa non troppo distante da una base militare nazista, sede di postazioni di lancio per le famigerate Vergeltungswaffen e più volte bersaglio dei bombardamenti Alleati (in una di queste occasioni, la casa dei loro vicini venne rasa al suolo e i genitori di Paul quasi uccisi dall'esplosione).
Il regista, che ha più volte descritto quel periodo come zeppo di violenza, case distrutte e cadaveri sparsi per le strade, ricordò in un'intervista di come, da bambino, avesse vissuto il periodo della guerra come una sorta di eccitante avventura, comparando la sua esperienza a quella del personaggio di Bill Rowan, il giovane protagonista del film Anni '40 (Hope and Glory, 1987) del regista inglese John Boorman. Verhoeven frequentò la scuola del padre, quando questi ne divenne preside, e insieme andavano spesso al cinema; tra i film che lo influenzarono maggiormente in quel periodo ci furono i kolossal Il corsaro dell'isola verde (1952) e La guerra dei mondi (1953).
Nel 1955 frequentò l'Università di Leida, dalla quale uscì con un dottorato in matematica e fisica. Appena terminati gli studi, ci furono i primi contatti col mondo del cinema, in particolare con quello dei cortometraggi che segneranno prepotentemente l'inizio della sua carriera cinematografica. Infatti nel 1960 realizza A lizzard too Much, film-corto incentrato sui corpi di polizia tedeschi. Per i successivi cinque anni Verhoeven realizzerà principalmente cortometraggi destinati a un tipo di pubblico selezionato, fino al 1968 quando decise che era ora di elevarsi in progetti decisamente più ambiziosi.

### Il passaggio al grande schermo
Il primo vero progetto di Verhoeven risale al 1969 con la serie TV Floris con protagonista un giovane Rutger Hauer. Sul grande schermo esordisce invece all'inizio degli anni settanta con la commedia Gli strani amori di quelle signore. Non fu un grande successo al botteghino, ma comunque permise al giovane Paul di aprirsi definitivamente la strada del cinema. Il successivo Fiore di carne (1973) ebbe un enorme successo finanziario, e ottenne anche una nomination ai Premi Oscar come miglior film straniero, mentre nel 1999 verrà premiato come miglior film olandese del secolo.
Nel 1975 dirigerà il drammatico Keetje Tippel, risultato il film olandese più costoso alla sua uscita; anche quest'ultimo fu un successo al botteghino. Il terzo lavoro sul grande schermo arriverà nel 1977 con Soldato d'Orange, film di guerra ancora una volta tra i più costosi ma nuovamente ben ricompensato dagli incassi. La pellicola ottenne anche una nomination ai Golden Globe come miglior film straniero. Spetters del 1980 è il primo film scandalo della carriera del regista, e narra la storia di tre giovani appassionati di motocross, ognuno però coi suoi demoni interiori. A lungo contestato tra le comunità gay, il film tuttavia risulterà un ennesimo successo di incassi ed ebbe una certa popolarità anche negli Stati Uniti d'America, cosa che spinse il regista da quel momento a lavorare anche oltremare.
Alla fine degli anni settanta Verhoeven fu in lizza per dirigere L'Impero colpisce ancora: venne contattato da Steven Spielberg, il quale, affascinato dal film Soldato d'Orange, lo sottopose all'attenzione dei produttori. All'incontro, il regista portò con sé il suo nuovo film, Spetters: «Era un film molto diverso, c'erano scene forti, di sesso spinto, ma ne andavo fiero. Loro lo vollero vedere, così gli mostrai il film e non venni mai più contattato».  Verhoeven ha lanciato all'attenzione internazionale gli interpreti suoi connazionali Rutger Hauer e Renée Soutendijk.

### L'arrivo a Hollywood:RoboCopeAtto di forza
Dopo i primi successi in patria, nel 1983 Verhoeven diresse Il quarto uomo, che riprendeva molti dei tratti scandalistici del precedente Spetters. Il film ebbe minor successo al botteghino, ma fu comunque acclamato dal pubblico di tutto il mondo, grazie anche alle numerose critiche per i forti contenuti sessuali che non fecero altro che farne lievitare la fama. Il primo vero e proprio progetto realizzato negli Stati Uniti d'America fu L'amore e il sangue (1985), del quale fu anche sceneggiatore, ambientato nell'Europa del '500. Nonostante il flop commerciale, il film diverrà un vero cult del cinema venendo acclamato dalla critica americana.
Nel 1987 arriva il primo grande successo commerciale e uno dei film più noti e acclamati della sua carriera: RoboCop, la storia di un robot-poliziotto (interpretato da Peter Weller, dopo il veto posto dallo stesso Verhoeven su Arnold Schwarzenegger) ambientata in un futuro distopico, ottiene tre nomination agli Oscar vincendo il premio come miglior montaggio sonoro. Verhoeven ottiene il Saturn Award come miglior regista. Il film avrà due seguiti RoboCop 2 e RoboCop 3 nessuno dei quali vedrà la partecipazione di Verhoeven.
Continuerà la sua fortuna con pellicole che, pur non rinunciando a una costante crudezza, ottengono grande successo di botteghino; il 1990 è l'anno di Atto di forza (Total Recall), tratto da un racconto di Philip K. Dick; il film ha come protagonisti Arnold Schwarzenegger, Sharon Stone e Michael Ironside, e riprende molti aspetti del precedente RoboCop. Costato circa 60 milioni di dollari, fu uno dei film più costosi alla sua uscita, ma ne incasserà oltre 260, superando largamente i 53 incassati tre anni prima da RoboCop, e ottiene anch'esso tre nomination agli Oscar, vincendo il premio per i migliori effetti speciali.

### Anni novanta:Basic InstincteShowgirls
Nel 1992 torna dietro la macchina da presa dirigendo il contestatissimo thriller erotico Basic Instinct (1992); in questo film Verhoeven ripropone in buona parte le situazioni del suo precedente film Il quarto uomo. Protagonisti della pellicola sono Michael Douglas, interprete del detective che indaga su un delicato caso di omicidio, e Sharon Stone, nel ruolo della principale indiziata del caso. La Stone, scelta solo dopo il rifiuto di oltre 50 attrici, fu scritturata da Verhoeven stesso, col quale aveva già collaborato in Atto di forza, divenendo uno dei pilastri di Hollywood. Presto contestata dalle comunità gay di tutto il mondo e dalla critica per le numerose ed eccessivamente (per allora) spinte scene di sesso, la pellicola diverrà uno dei più grandi successi della storia al botteghino, incassando in totale 352,9 milioni di dollari, il che lo rende ancora oggi il film di Verhoeven più riuscito dal punto di vista commerciale.
Sull'onda della popolarità ottenuta con queste tre pellicole, il regista decide di tentare ancora nel 1995 con il crudo e audace Showgirls, basato nuovamente su contenuti fortemente erotici. Quest'ultimo però non ottiene lo stesso successo dei precedenti, sia al botteghino, dove racimola appena 20 milioni di dollari su un budget di 45, sia di critica, guadagnandosi otto Razzie Awards, incluso quello come peggiore regista dell'anno per Verhoeven. Tuttavia Verhoeven insiste ancora nel fantastico con Starship Troopers - Fanteria dello spazio (1997), una satira sul militarismo americano, e L'uomo senza ombra (2000). Il regista, abbandonata Hollywood, torna in patria realizzando Black Book (2006), una pagina oscura sul passato bellico olandese.
Nel 2016 torna al successo col film Elle che vede protagonista Isabelle Huppert (facendole guadagnare un Golden Globe ed una candidatura agli Oscar) e che vince il Golden Globe al migliore film straniero, ricevendo anche la candidatura ai Premi BAFTA nella medesima categoria.

## Vita privata
Paul Verhoeven, che si dichiara ateo, di formazione protestante, è sposato con Martine Tours dal 1967. La coppia ha avuto due figlie: Claudia (1972) e Helen (1974).

## Riconoscimenti
- Festival internazionale del film di Locarno
  - 2000: Pardo d'onore

## Filmografia

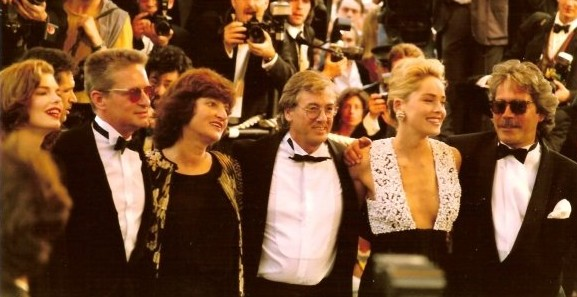
Il cast di Basic Instinct al Festival di Cannes 1992. Da sinistra: Jeanne Tripplehorn, Michael Douglas, Martine Tours (moglie di Verhoeven), Paul Verhoeven, Sharon Stone e il produttore Mario Kassar.

### Regista

#### Lungometraggi
- Gli strani amori di quelle signore (Wat zien ik!?) (1971)
- Fiore di carne (Turks fruit) (1973)
- Kitty Tippel... quelle notti passate sulla strada (Keetje Tippel) (1975)
- Soldato d'Orange (Soldaat van Oranje) (1977)
- Spetters (1980)
- Il quarto uomo (De vierde man) (1983)
- L'amore e il sangue (Flesh+Blood) (1985)
- RoboCop (RoboCop) (1987)
- Atto di forza (Total Recall) (1990)
- Basic Instinct (1992)
- Showgirls (1995)
- Starship Troopers - Fanteria dello spazio (Starship Troopers) (1997)
- L'uomo senza ombra (Hollow Man) (2000)
- Black Book (Zwartboek) (2006)
- Steekspel (2012)
- Elle (2016)
- Benedetta (2021)

#### Cortometraggi
- Een hagedis teveel (1960)
- Niets bijzonders (1961)
- De lifters (1962)
- Feest! (1963)
- Het korps Mariniers (1965)
- De worstelaar (1970)

#### Televisione
- Portret van Anton Adriaan Mussert - documentario TV (1968)
- Floris - serie TV, 12 episodi (1969)
- Voorbij, voorbij - film TV (1979)
- I viaggiatori delle tenebre - serie TV, 1 episodio (1986)

### Sceneggiatore
- De worstelaar - cortometraggio (1970)
- Soldato d'Orange (Soldaat van Oranje) (1977)
- L'amore e il sangue (Flesh+Blood) (1985)
- Black Book (Zwartboek) (2006)
- Steekspel (2012)
- Lotgenoten, regia di Stephan Brenninkmeijer (2013)
- Benedetta (2021)

### Produttore
- Feest! - cortometraggio (1963)
- Roughnecks: The Starship Troopers Chronicles - serie TV, 39 episodi (1999-2000)
- Starship Troopers - videogioco (2005)
- Something Unknown Is Doing We Don't Know What, regia di Renée Scheltema - documentario (2009)